# Leszczka Mała
Leszczka Mała – wieś w Polsce położona w województwie podlaskim, w powiecie siemiatyckim, w gminie Perlejewo.
W latach 1975–1998 miejscowość administracyjnie należała do województwa łomżyńskiego.
Wierni kościoła rzymskokatolickiego należą do parafii Przemienienia Pańskiego w Perlejewie.

## Historia
Leszczka, później Leszczka Duża lub Wielka to wieś powstała na obszarze ziemi zwanym Perlejewo i nadana Leszczyńskim herbu Abdank.
Słownik Geograficzny z końca XIX wieku nie wspomina o Leszczce Małej.
Wieś wyodrębniła się z Leszczki Wielkiej najprawdopodobniej na przełomie XIX i XX wieku.
W 1921 r. liczyła 39 domów i 205 mieszkańców narodowości polskiej i wyznania rzymskokatolickiego.